# Gaudenzio (vicarius Africae)
Gaudenzio (latino: Gaudentius; fl. 398-409) è stato un senatore e governatore romano.

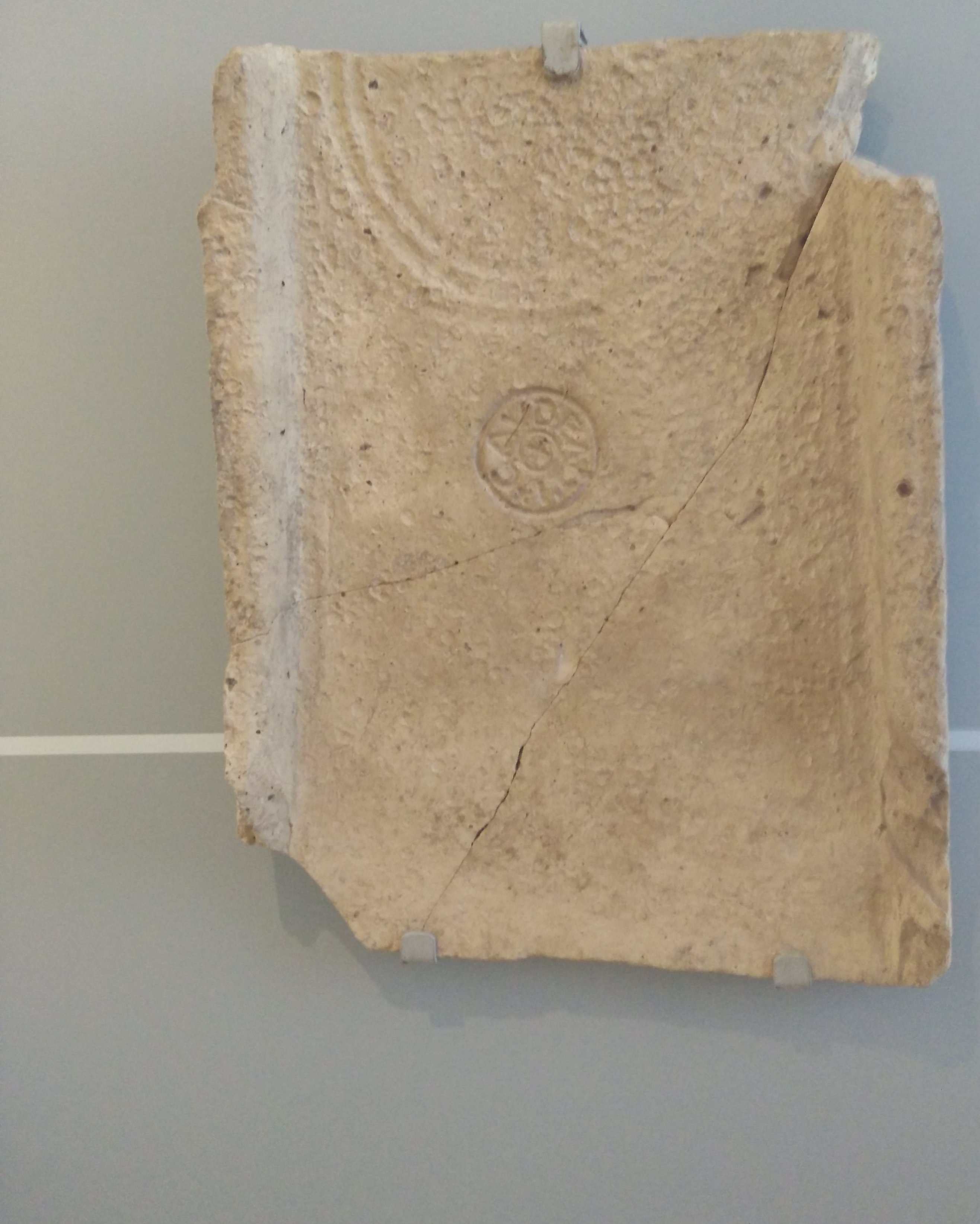
Tegola proveniente dalla domus di Gaudenzio sul Celio e recante il bollo.

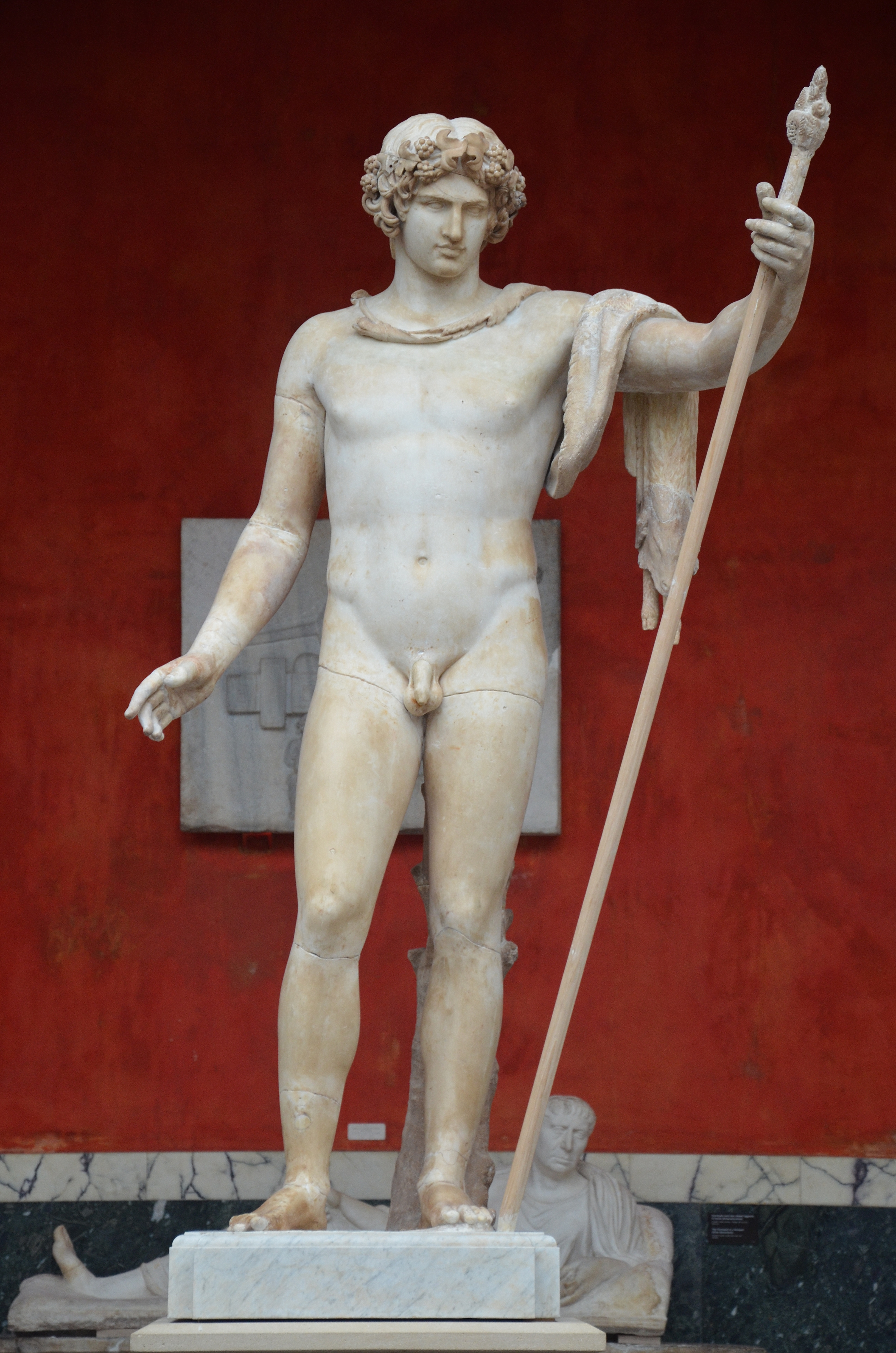
Antinoo Casali, statua probabilmente ritrovata nella domus di Gaudenzio sul Celio.

Di famiglia senatoriale, Gaudenzio era amico dell'influente Quinto Aurelio Simmaco, che lo raccomandò presso Minervio e Cecina Decio Albino (due alti funzionari della corte imperiale) nel 398/399. Nel 401 era alla corte imperiale; in tale occasione intercedette affinché l'imperatore Onorio desse il suo consenso a un matrimonio tra due cugini, parenti di Simmaco. Nel 409, sette anni dopo la morte del suo amico e protettore, ricopriva la carica di vicarius Africae; in tale qualità ricevette un rescritto imperiale, conservatosi nel Codice teodosiano.
È stato identificato con il Gaudentius che possedette una villa sul Celio, eretta tra la Basilica Hilariana e la domus dei Simmaci, e probabilmente l'Antinoo Casali.